# Крежма, Франьо
Франьо Крежма (хорв. Franjo Krežma, нем. Franz Krezma; 2 сентября 1862, Осиек — 15 июня 1881, Франкфурт-на-Майне) — хорватский скрипач и композитор.
С 1866 г. жил с семьёй в Загребе, в 1868 г. начал учиться игре на скрипке у Джуро Айзенхута, дал первый сольный концерт 10 августа 1870 года в Сисаке в возрасте неполных восьми лет. Начиная с этого выступления постоянным аккомпаниатором Крежмы была его старшая сестра Анка Крежма (1859—1914). В 1871—1875 гг. учился в Венской консерватории, став (благодаря протекции Леопольда Александра Цельнера) её самым юным студентом; среди наставников Крежмы были Карл Хайслер (скрипка), Феликс Отто Дессофф (композиция и контрапункт), Франц Кренн (гармония). Гастролировал по всей Австро-Венгрии, а также во Франции, Германии и Италии. В 1879 г. занял пост концертмейстера в оркестре Беньямина Бильзе (будущем Берлинском филармоническом).
После концерта во Франкфурте-на-Майне 6 июня простудился, получив воспаление среднего уха, перешедшее в острый менингит. Несмотря на проведённую операцию, умер спустя несколько дней, не приходя в сознание. Его останки были в 1884 г. перенесены на загребское кладбище Мирогой.
Крежма успел закончить симфонию, написал три увертюры и ряд скрипичных пьес, часть из них на южнославянские темы. Значительная доля его сочинений погибла, однако, вместе с его инструментом во время пожара в доме родителей композитора.
Имя музыканта носят школа и конкурс скрипачей в его родном городе. Жизни Крежмы посвящён роман хорватского писателя Стьепана Томаша «Марципановый скрипач» (хорв. Guslač od marcipana; 2004).